# Nancy Arendt
Nancy Arendt (* 22. Mai 1969 in Esch-sur-Alzette) ist eine luxemburgische Politikerin der Chrëschtlech Sozial Vollekspartei (CSV). Sie war als Schwimmerin und Triathletin zweimal Teilnehmerin bei Olympischen Spielen.

## Werdegang
1988  gab sie in Seoul ihr Olympiadebüt. Über 100 m Brust erreichte sie in 1:14,99 min die drittschnellste Zeit ihres Laufs und platzierte sich insgesamt auf Rang 29, womit sie die nächste Runde verpasste. Auf der 200-Meter-Strecke erreichte sie in 2:40,79 min zwar den zweiten Platz ihres Laufs, blieb als 31. aber erneut weit hinter den Qualifikationsplätzen für die Finalläufe zurück. Sie nahm zudem an den Weltmeisterschaften 1986 und 1991 teil, wo sie ebenfalls keine vorderen Plätze belegte. 1993 war sie zum Triathlonsport gewechselt und startete als zwischenzeitlich verheiratete Kemp-Arendt bei den Olympischen Spielen 2000 in Sydney bei den erstmals bei Olympia ausgetragenen Triathlonwettkämpfen. Insgesamt gingen 48 Teilnehmerinnen an den Start. Arendt überquerte nach einer Zeit von 2:03:14,94 h die Ziellinie und schloss das Rennen auf Rang zehn ab.
Bereits 1996, also vier Jahre vor ihrer zweiten Olympiateilnahme, wurde Arendt als Abgeordnete der Chrëschtlech Sozial Vollekspartei, deren Parteimitglied sie seit 1994 ist, im Wahlbezirk Süden in die Luxemburger Abgeordnetenkammer gewählt und blieb dort bis 1999. 2003 wurde sie erneut in die Kammer gewählt und auch in den nachfolgenden Kammerwahlen mehrfach bestätigt, zuletzt 2018. In der Kammer selbst war sie Mitglied mehrerer unterschiedlicher Ausschüsse. Aktuell sitzt sie dem Petitionsausschuss vor und ist Mitglied des Kulturausschusses.
Von 2008 bis 2014 war Arendt Präsidentin des luxemburgischen Schwimmverbandes. Bei der Wahl zur Sportlerin des Jahres Luxemburgs wurde sie sechsmal ausgezeichnet: 1987 und 1989 erhielt sie die Auszeichnung als Schwimmerin, von 1995 bis 1997 und nochmals im Jahr 2000 fiel die Wahl aufgrund ihrer Erfolge im Triathlon auf sie. 2010 wurde ihr das Offizierskreuz des Ordens der Eichenkrone verliehen, 2014 erhielt sie das Komturkreuz des Verdienstordens des Großherzogtums Luxemburg.